# 沖縄都市モノレール

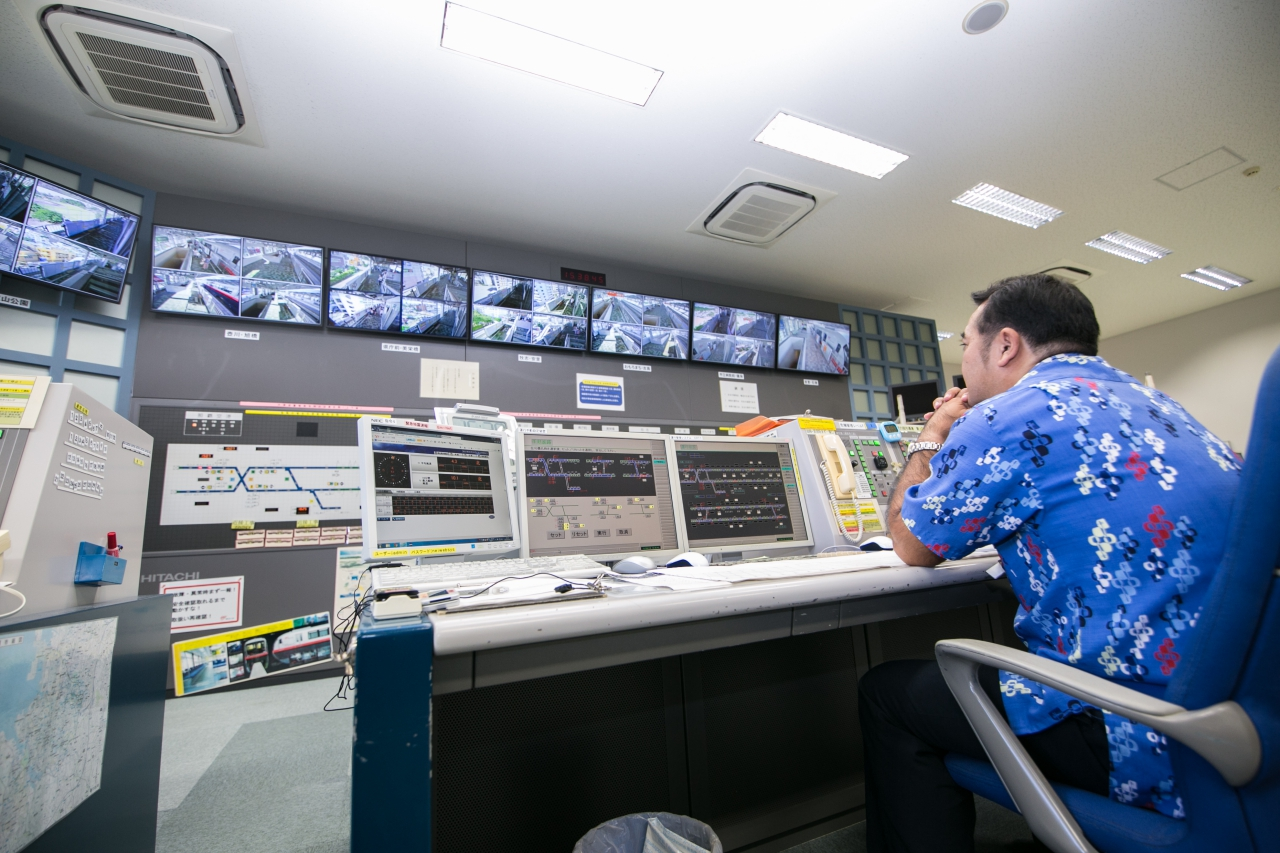
沖縄都市モノレールのコントロールセンターの様子

沖縄都市モノレール株式会社（おきなわとしモノレール）は、沖縄県でモノレール路線「沖縄都市モノレール線」（ゆいレール）を運営する軌道事業者。沖縄県、那覇市、沖縄振興開発金融公庫及び民間企業の共同出資による第三セクター方式の会社である。

## 歴史
- 1982年（昭和57年）9月27日：会社設立[4]。
- 2003年（平成15年）8月10日：沖縄都市モノレール線那覇空港駅 - 首里駅間が開業[4]。
  - 開業時より10枚綴普通回数券・通学割引回数券（有効期間6か月）、磁気式乗車カード「ゆいカード」を発売。
- 2004年（平成16年）8月10日：開業一周年を記念し、本社内に「ゆいレール展示館」がオープン[5]。
- 2005年（平成17年）4月1日：1日乗車券などのフリー乗車券を値下げ。
- 2006年（平成18年）1月19日：精神障害者保健福祉手帳所持者への運賃半額割引を導入[6]。
- 2008年（平成20年）7月5日：開業五周年を記念し、「休日100円切符（休日の1駅区間限定で通常200円の運賃が100円になる切符）」を発売（当初は8月末までだったが、後に9月末まで延長。現在は終了している）。
- 2009年（平成21年）4月4日：70歳以上の那覇市民向けに「がんじゅう1日乗車券（土日・祝日限定の1日乗車券。通常価格の半額での販売）」を発売。
- 2011年（平成23年）2月1日：開業以来初めてとなる運賃改定を実施。おとなりきっぷ導入、普通回数券の有効期間を廃止、フリー乗車券3種類を時間制に変更（後述）[7][8]。
- 2012年（平成24年）1月26日：2011年8月30日申請の首里 - 浦西（仮称）間の軌道事業が特許[9][10]。詳細は「沖縄都市モノレール線#延長計画と延伸構想」を参照。
- 2014年（平成26年）
  - 4月1日：消費税率改定に伴う運賃改定[11]。
  - 10月20日：ICカード乗車券「OKICA」を導入[12]。自動改札機を更新し、ゆいカードと回数券を廃止（同日より10月29日までは従来の改札機も並行して使用）。
- 2017年（平成29年）8月1日：ダイヤ改正に伴うコスト増のため1日乗車券・2日乗車券・おとなりきっぷを値上げ、OKICA付与ポイントを引き下げ[13]。
- 2019年（令和元年）10月1日：沖縄都市モノレール線 首里駅 - てだこ浦西駅間延伸開業[14]。同時に消費税率改定に伴う運賃改定[15]。QR乗車券によるおとなりきっぷを廃止しOKICA利用に限り割引する「おとなり割引」に変更[16]。日本における令和最初の鉄道路線延伸となった。
- 2020年（令和2年）3月10日：「Suica」などの全国相互利用サービスに対応した交通系ICカードが利用可能となる[17][18][19]。
- 2023年（令和5年）8月10日：開業20周年。3両編成車両の運行開始[20]。
- 2025年（令和7年）3月28日：クレジットカードなどのタッチ決済による乗車サービス開始[21][22]。

## ロゴマーク
- 現在使用されているロゴマークは、赤い人の顔の形をイメージしたデザイン。

## 路線
建設経緯・運行形態・駅一覧・延伸計画などの詳細は以下の項目を参照。
- 沖縄都市モノレール線（ゆいレール）： 那覇空港駅 - てだこ浦西駅 17.0km

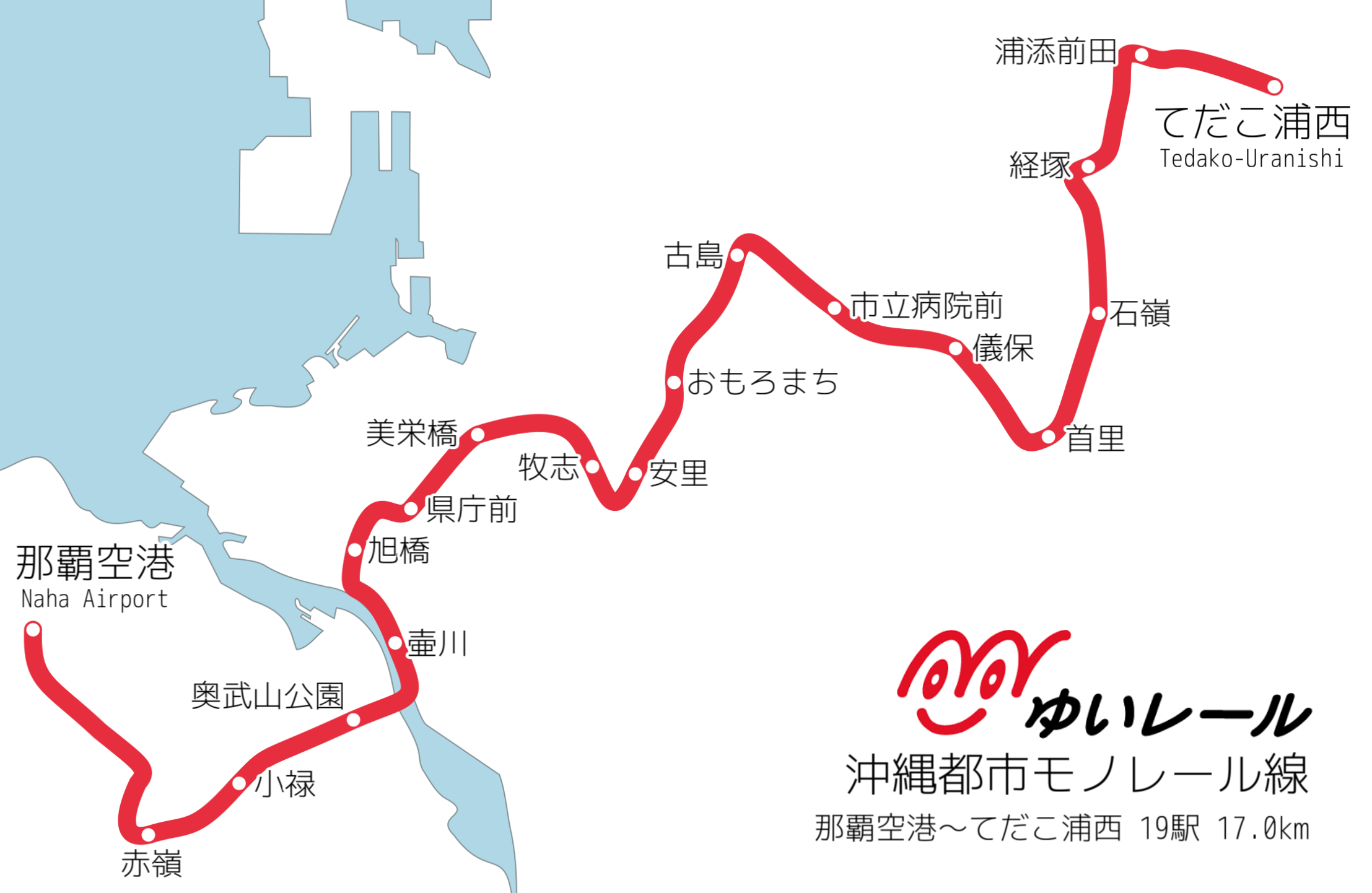
路線図

## 車両
- 1000形（旅客車両）
  - 製造初年：2001年

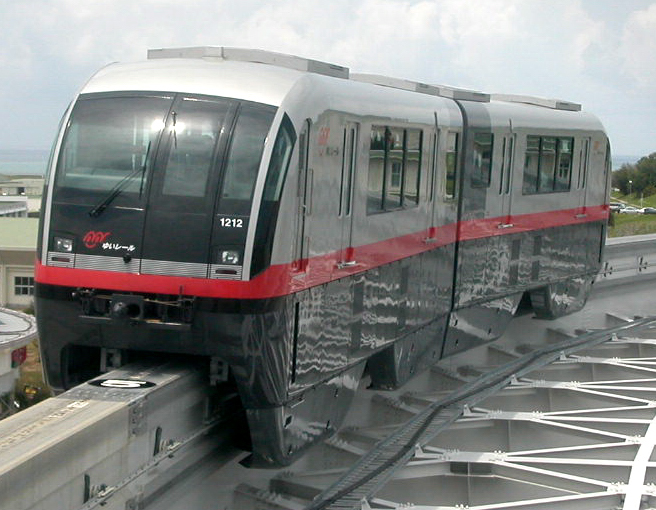
1000形（2両編成）

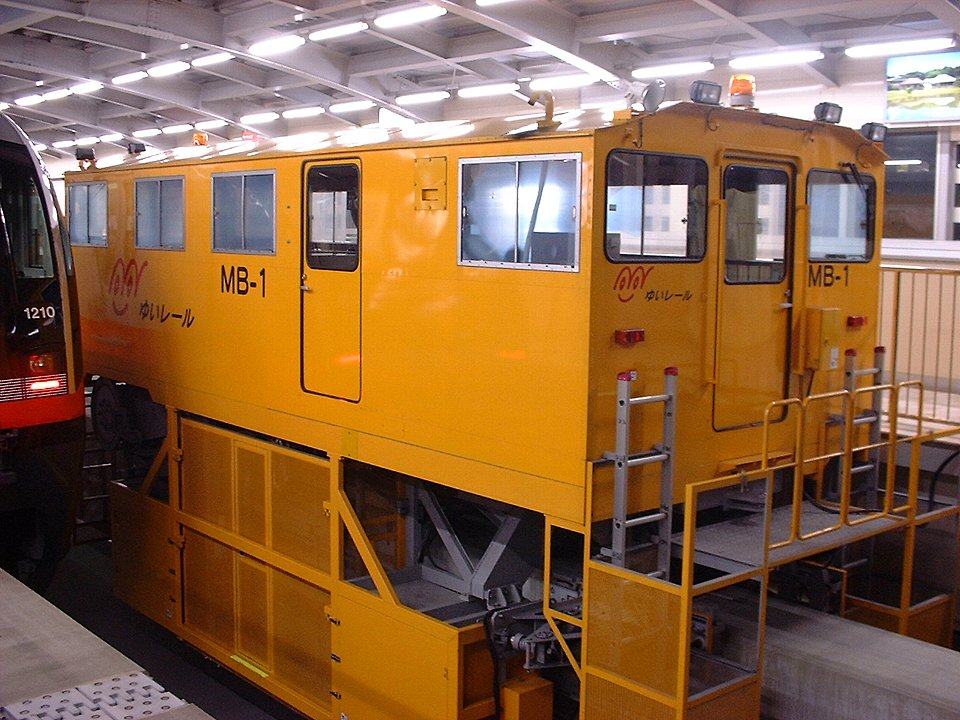
MB-1（首里にて）

  - 2両編成21本（42両）、3両編成4本（12両）が在籍。2025年度以降、2両編成の一部も3両編成化される方針[23]。
  - 製造は日立製作所・川崎重工業の2社。うち川崎重工業製は開業当時に導入した車両の一部のみ。3両編成は全て日立製作所製。
  - VVVFインバータ搭載
  - 加速度3.5km/h/s、最高速度65km/h
- MB-1・2・3（作業用車両）

## 運行設備等
- 運行保安装置はATCを採用し、制限速度の確認はATCの信号により速度メーター近くの表示機で確認する車内信号式。
- 運行は手動のワンマン運転で、ATOによる自動運転ではない。
- 駅舎は3両編成、軌道は4両編成まで対応。

## 運賃
大人旅客運賃（小児半額・10円未満切り上げ）。単位 円。2025年2月1日改定。ただし、ICカード「OKICA」利用時に限り、隣駅までの普通運賃は「おとなり割引」により下表に関係なく一律大人200円、小児100円（「Suica」など他のICカードでは適用されない）。
| キロ程     | 普通運賃 | 定期運賃（1か月） | 定期運賃（1か月） |
| キロ程     | 普通運賃 | 通勤              | 通学              |
| ---------- | -------- | ----------------- | ----------------- |
| - 3 km     | 250      | 8,580             | 5,530             |
| 4 - 6 km   | 290      | 10,140            | 6,540             |
| 7 - 9 km   | 320      | 11,310            | 7,290             |
| 10 - 13 km | 360      | 12,480            | 8,050             |
| 14 - 17 km | 390      | 13,770            | 8,880             |

1996年の特許申請時は初乗り運賃は260円に設定されており、3キロごとに30円加算する計画だった。その後、開業3か月前に、利用促進を目的に初乗り運賃を当時の那覇市内線のバス運賃であった200円に値下げすることを決定し、4キロごとに30円加算する方式に変更した。なお、変更前の計画では那覇空港 - 首里間乗車で380円の計画だった。

### 乗車券
2014年10月に更新された自動改札機は乗車券の投入口・搬送機構・取出口がなく読取部のみのタイプで、普通乗車券および1日・2日乗車券にはQRコードが印刷されており、これを読み取らせることで改札を通過する。改札を出場しても乗車券は自動的に回収されないため、改札機の先端に回収箱を設置している。

#### フリー乗車券

沖縄都市モノレール線1日乗車券(QR券)

1日乗車券・2日乗車券
沖縄都市モノレール線全線で有効。それぞれ大人用と小児用があり、小児用は大人用の半額である。自動券売機または駅窓口での発券時刻を基準として、1日乗車券は24時間、2日乗車券は48時間有効である。有効期限が時間制になっているのが特徴で、購入日の翌日（2日乗車券は2日後）になっても、前日（前々日）の購入した時刻までは有効である。
一部の観光施設（首里城、沖縄県立博物館・美術館 等）、飲食店では提示により割引がある。（公式ウェブサイト参照）
当初は有効期間は他の鉄道・バス事業者の一般的な1日乗車券と同様、購入日を基準としてその日（2日乗車券は翌日）の終電まで有効であったが、2011年2月1日に改定され時間制となった。改定当初は有効時間は最初に自動改札機で改札処理をした時刻を基準としていたが、OKICA導入と乗車券のQR券化により、自動券売機で発券した時刻を基準とするようになった。
2012年10月31日までは、3日乗車券も発売されていた。有効期限が時間制になった際に72時間有効となったが、時間制としたことで、2泊3日で沖縄に滞在する観光客の多くが2日乗車券を利用するようになり利用が減少したため発売を終了した。
ぐるっと那覇バスモノパス
沖縄都市モノレール線全線と、那覇バスの那覇市内線全線、市外線の指定区間（主に那覇市内の区間）で有効。スクラッチ式で、削った日付の日のみ有効。
がんじゅう1日乗車券
70歳以上の那覇・浦添市民を対象に発売。土日祝日と慰霊の日のみ利用可で、発売当日のみ有効。
東京バス&ゆいレール「共通一日乗車券」
沖縄都市モノレール線全線と、東京バスの沖縄エリア路線バスに有効。

#### 乗車カード・定期乗車券
沖縄地域の共通IC乗車カードの「OKICA」と、東日本旅客鉄道（JR東日本）のIC乗車カード「Suica」が導入されている。
定期券は通勤・通学の別、1箇月・3箇月・6箇月の別で、いずれも「OKICA」で発行される。
「Suica」は2020年3月10日より導入され、これにより交通系ICカード全国相互利用サービスに対応したICカードが利用可能となった。なお、沖縄都市モノレールでは「発行済み全国相互利用交通系ICカードでのチャージ額による乗車」のみ可能で、Suicaの新規発行や券売機でのSuica等による乗車券購入などは行わない。またOKICA以外のICカードは自動券売機でのチャージはできず、各駅の窓口や一部の駅に設置している乗り越し精算機、セブン銀行のATMで対応していたが、2025年度より新紙幣・新500円硬貨・払い戻しに対応した新券売機にてSuica等のチャージができるようになった（各駅に1台以上ある）。

### クレジットカードなどのタッチ決済
2025年3月28日からはクレジットカードやデビットカードなどのタッチ決済による乗車サービスも開始した。全駅で利用できる。対応ブランドはVisa、Mastercard、JCB、American Express、Diners Club、Discover、銀聯。運賃は大人普通運賃が適用される。
同時にタッチ決済による1日の利用額が800円を超えた分を割り引くサービスも開始された。1日に何度乗車しても1日乗車券よりも割安な最大800円で利用できる。

## 広報活動

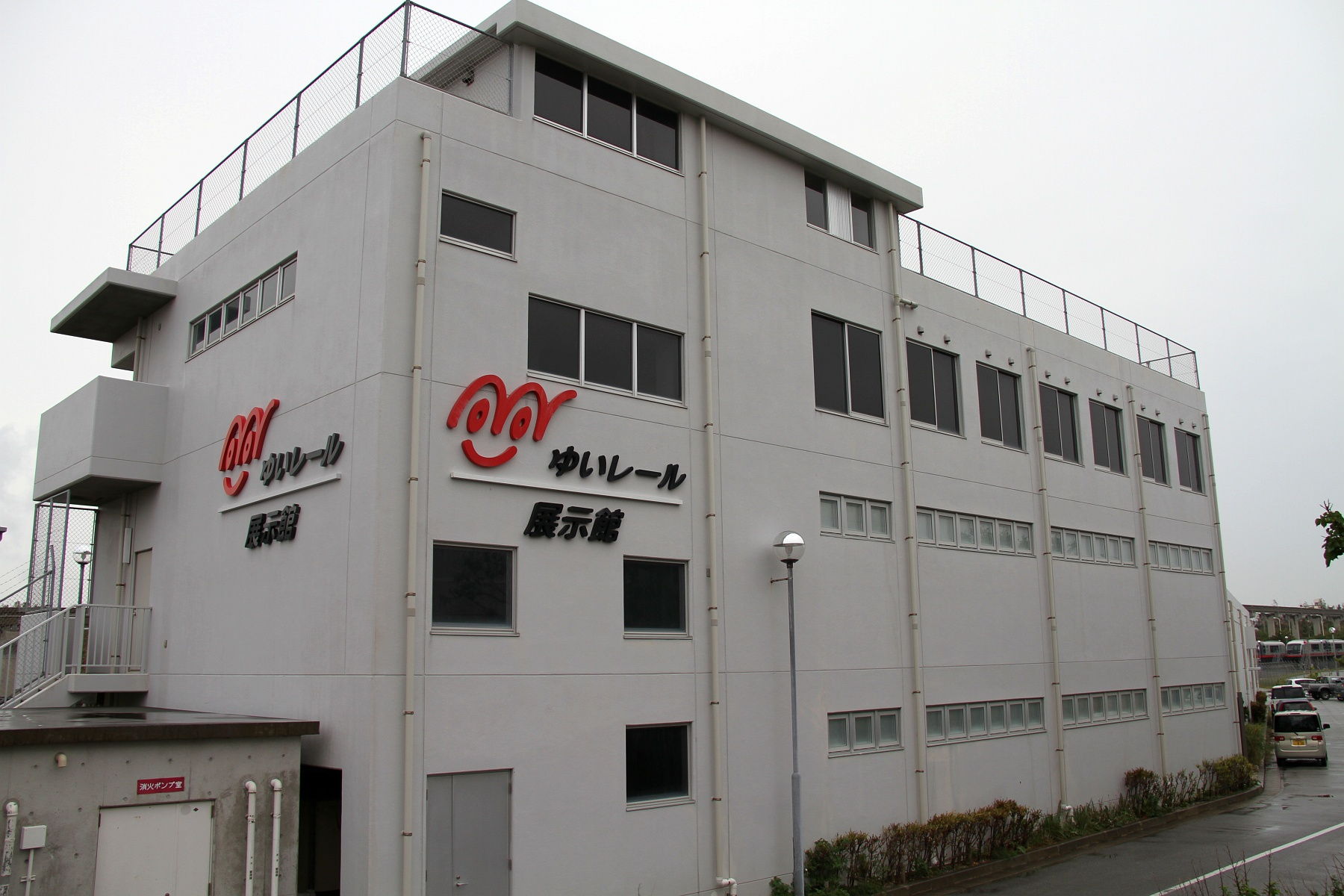
ゆいレール展示館
那覇空港駅から徒歩10分の場所にある本社・運営基地の敷地内にあった展示館。「ゆいレール」開業1周年記念事業の一環として、2004年8月10日に開館した。
ゆいレールおよびかつて存在した沖縄の鉄道に関する展示や、エッセイストのゆたかはじめが寄贈した「ゆたかはじめ鉄道コレクション」、JR九州から寄贈された特急「なは」ヘッドマークの展示などを行っていた。
入館料は無料。土日祝日と年末年始は休館。
2020年3月16日から新型コロナウイルス感染症（COVID-19）流行を受けて休館となり、「ゆたかはじめ鉄道コレクション」は軽便与那原駅舎展示資料館に、特急「なは」ヘッドマークは那覇市歴史博物館に移譲され展示されることになった。その後、再開することなく閉館することになった。
テーマソング
- 『お出かけ日和』
  - 2003年12月、民謡歌手の伊波智恵子が歌う CD が発売された。作曲した普久原恒勇は、長年にわたり琉球音楽・民謡のプロデュースを手掛けたほか「芭蕉布」の作曲者としても知られる。

- 『ゆいレールが行くよ』
  - 2012年4月、琉球メロディを基調としたゆいレールのテーマソング『ゆいレールが行くよ』が収録されたアルバム CD & DVD 『べにぷりまんぶるゆいひ〜』が発売された。沖縄の複数の企業PRとともに展開するローカルアイドル「らぐぅん」の女性3人が歌っており、前述の CD & DVD は複数の駅や関連する他の観光施設などでも販売されている。

## 事故等
- 2003年8月10日（開業当日） - 乗車していた子供が扉に手を挟まれたところを近くにいた大人がこじ開けて助けたものの、その際に過度の負荷が保安装置のレバーにかかったために曲がり、しばらく走行した後保安装置のスイッチが完全に接触しなくなり、古島駅とおもろまち駅の間で保安装置が作動して緊急停車し、乗客は車内に約1時間閉じ込められた[40]。
- 2005年5月9日 - 午前7時32分、下り列車（首里方面）が美栄橋駅で停車したものの、ドアを開けずに発車した。乗客4人が美栄橋駅で降りることができずに、次の牧志駅で下車し、そのほとんどは上り列車（那覇空港方面）に乗り換えて美栄橋駅まで戻ったが、中にはタクシーで直接、目的地へ向かった人もいたという[41]。
- 2007年3月8日 - 午前6時28分、首里駅にあるポイント（方向切替え装置）が動作せず、上下4本が運休になった。6時50分よりバスによる代替運送を行い始めた。その後7時20分に回復し、8時6分には通常ダイヤに戻った。この事故で400人の乗客に影響があった。ポイントに関する事故はこれで4回目（首里駅：3回、那覇空港駅：1回）[42]。
- 2012年11月19日 - 午後6時21分頃、県庁前駅ホームにおいて運転士が車両ドアを閉じたところホームドアと車両ドアとの間に乗客をとり残したまま同駅を発車[43]。

また、事故が起こった場合に使用する、列車が折り返すために必要なポイント（方向切替え装置）が牧志駅に設置されており、途中駅間（那覇空港 - 牧志間、牧志 - 首里・てだこ浦西間）での折り返し運転も行えるようになっている。2007年10月21日に儀保駅付近で行われた不発弾処理のため、ゆいレール史上初の那覇空港 - 牧志間での折り返し運転が朝8時頃から処理完了まで実施された。また、2024年6月29日には、3両編成用の新車両基地へのポイント設置工事のため、ゆいレール史上初の牧志 - てだこ浦西間の折り返し運転が行われた。

## 経営
開業当初は借入金や減価償却などの影響もあり厳しい状況であったが、利用者数が順調に増加しており、2015年度以降は経常利益が黒字、2016年度以降は最終損益が黒字と、現在は安定した経営となりつつある。
2003年8月から2006年7月末までに3659万947人が利用し営業収益は年々上昇するも、開業にあたり借り入れた320億円あまりの償還及び車両・設備などの減価償却費のため2005年度の経常損失は16億5965万円、純損失は16億8360万円と赤字になっている。そのため那覇市議会は、モノレール基金13億1250万円を取り崩し、無利子貸し付けする方針を採択。貸付金はそのままで沖縄振興開発金融公庫からの長期借入金の償還に当てられることになり、有利子負債の圧縮に成功する。しかし固定資産税の減免措置は検討中のまま据え置かれるなど、財政基盤は厳しい状況であった。
2009年11月に発表された同年9月の中間決算では、観光客数の減少や新型インフルエンザなどの影響により、利用者数が前年度同期に比べ約40万人減少し、それに伴い営業損失は8億8200万と前年度同期に比べ約8000万赤字幅が拡大。また開業後5年間の税制優遇期間が過ぎたため課税額が増額され、さらに前年同期には無かった車両の定期点検費用が負担となるなど、業績は芳しくない。経常損失は前年同期に比べ19%拡大の4億3000万円。償却前損益では3億1800万円の黒字を維持したが、利益幅は3割近く縮小し、純損失は4億3000万円となり、前年同期に比べ17.9%拡大した。
2015年度にはインバウンド消費等の影響もあり開業以来初の営業利益、経常利益の黒字化となった。純損益は引き続き赤字であったが、翌2016年度には最終損益も黒字を達成、以降、順調に推移している。
同社では、運賃については8年ごとに10%の値上げを計画しており、予定では2011年度の値上げであったが、業績が厳しいことから普通運賃の値上げ等を前倒して申請した。11月1日に申請認可され諸調整を経て、2011年2月1日に運賃改定を行った。